# Crkva Gospe od Karmena u Dubrovniku
Crkva Gospe od Karmena, zaštićeno kulturno dobro u Dubrovniku.

## Opis dobra
Nalazi se u istočnom dijelu povijesne jezgre Dubrovnika, na Pustjerni, neposredno uz tvrđavu sv. Ivana, koja brani gradsku luku. Današnja crkva je podignuta 1628. – 1636. g. na temeljima prastare crkve sv.Ivana, otvarajući na taj način novo stilsko poglavlje umjetničkog razvoja Dubrovnika. Crkva Gospe od Karmena predstavlja jedan od najznačajnijih spomenika ranobarokne sakralne arhitekture u Dalmaciji. Iznad glavnog ulaza, na pročelju s polustupovima i zabatom, postavljen je natpis i grb Dubrovnika. Crkva završava polukružnom apsidom, a u enterijeru strop je oslikan. Crkva ima visokovrijedan inventar.

## Zaštita
Pod oznakom Z-6171 zavedena je kao nepokretno kulturno dobro – pojedinačno, pravna statusa zaštićena kulturnog dobra, klasificiranog kao sakralna graditeljska baština.